# Luciana Gilli
Pour les articles homonymes, voir Gilli.
Luciana Gilli (née à Rome le 11 novembre 1944) est une  actrice italienne. Au cours des années 1960, elle a joué dans des films italiens ou de coproductions européennes, notamment des films d'aventure et des  westerns.
Elle s'est également produite sous les noms de scène de Gloria Gilli, Luciana Gillj et Judy Gilly.

## Filmographie partielle
- 1960 : Adua et ses compagnes d'Antonio Pietrangeli : Dora, l'amante de Piero
- 1961 : Lions au soleil de Vittorio Caprioli
  - Les Joyeux Fantômes d'Antonio Pietrangeli : la fille dans le parc
- 1962 : Les Quatre Moines de Carlo Ludovico Bragaglia : la fille de l'ortolan
  - Le Cheik rouge de Fernando Cerchio : Amina
  - Le Corsaire de la reine de Rudolph Maté et Primo Zeglio : une femme indienne (non créditée)
- 1963 : Les filous font la loi
  - Ursus dans la terre de feu
- 1964 : Le Voleur de Damas
- 1965 : Un cercueil pour le shérif de Mario Caiano : Jane Wilson
  - Goldocrack à la conquête de l'Atlantide
  - L'Homme du Bengale
  - Le colt est ma loi d'Alfonso Brescia : Lisa
- 1966 : Mano di velluto d'Ettore Fecchi : Patricia McGowan
- 1967 : Coplan ouvre le feu à Mexico de Riccardo Freda : Maya
  - Quand l'heure de la vengeance sonnera de Riccardo Freda : Jane
  - Pécos tire ou meurt de Maurizio Lucidi : Dona Ramona